# Sínode del Roure

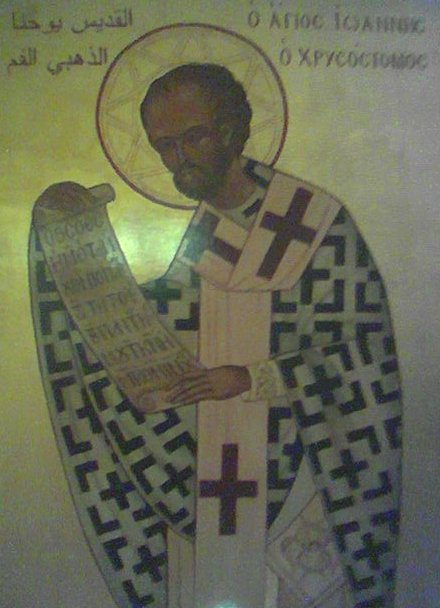
Icona de Joan Crisòstom (Etterbeek, Bèlgica).

El Sínode del Roure va ser un sínode provincial, celebrat a Constantinoble el juliol de 403, en el qual Joan Crisòstom va ser condemnat i deposat com a Patriarca de Constantinoble.
El sínode és ben conegut per tindre motius polítics, sent el resultat d'una conspiració d'un nombre d'oponents de Crisòstom, incloent l'Emperadriu Eudòxia i Teòfil d'Alexandria.

## Preàmbul
L'any 402 Teòfil havia estat convocat per l'emperador a Constantinoble perquè es disculpara/excusara davant un sínode, el qual Crisòstom presidiria, de diverses acusacions fetes contra ell per alguns monjos egipcis; especialment per els auto-anomenats "germans Tall". Teòfil, el seu antic amic, de sobte s'havia girat contra ells, i els havia fet perseguir com origenistes. Posant-se al capdavant de soldats i serfs armats, Teòfil havia marxat contra els monjos, havia cremat els seus habitatges, i havia maltractat tots els ostatges.
Quan estos monjos van fugir a Constantinoble a demanar ajuda al Patriarca Joan, Teòfil va escriure a St. Epifani de Salamina demanant-li que hi acudira i s'imposara a Crisòstom per a condemnar els origenistes. Epifani va anar, però quan es va adonar que Teòfil únicament estava usant-lo per als seus propis propòsits, va abandonar la capital, morint en el seu retorn el 403. Per aquell temps Crisòstom havia fet un sermó contra la luxúria vanitosa de les dones. Es va informar d'això a l'emperadriu com si Crisòstom s'haguera referit a ella personalment, cosa que va fer que només li agafara més esquírria al patriarca.

## El sínode
Teòfil a la fi va aparèixer a Constantinoble el juny de 403, no a soles com l'havien manat, sinó amb vint-i-nou dels seus bisbes sufraganis. I, com Pal·ladi ens conta, amb una gran quantitat de diners i tota mena de regals. El seu nebot i successor Ciril també el va acompanyar al sínode. Teòfil es va allotjar en un dels palaus imperials, i va celebrar conferències amb tots els adversaris de Crisòstom. Després es va retirar amb els seus sufraganis i altres set bisbes a una vil·la prop de Constantinoble, dita Epi Dryn. Tot seguit s'elaboraria una llarga llista d'acusacions sense fonament contra Crisòstom.
El sínode ara consistia en quaranta-dos arquebisbes i bisbes, molts dels quals bisbes sirians i egipcis enemistats amb ell que havien sigut portats per Teòfil. Així que ara el sínode, reunit per a jutjar a Teòfil d'acord amb les ordres de l'emperador, ordenava a Crisòstom a presentar-se davant d'ell i a disculpar-se. Severià, bisbe de Gabala, a Síria, a qui Crisòstom havia ordenat d'abandonar Constantinoble per la seva participació en controvèrsies amb el diaca Serapió, va exercir de fiscal. Crisòstom es va negar a reconèixer la legalitat d'un sínode on els seus enemics declarats eren jutges. Després de la tercera convocatòria, Crisòstom, amb el consentiment de l'emperador, va ser deposat. Per tal d'evitar un vessament de sang innecessari, Joan es va lliurar als soldats que l'esperaven durant el tercer dia. Però les amenaces de la gent exaltada, i un sobtat "accident en el palau imperial" (de fet un avortament), van espantar l'emperadriu. Ella temia alguna represàlia del cel per l'exili de Crisòstom, i de seguida va ordenar la seva tornada. Després d'alguns dubtes, Crisòstom va tornar a entrar a la capital enmig d'una gran alegria de la gent. Teòfil i el seu grup es van salvar de la turba fugint de Constantinoble.